# پیتر اسکات
پیتر اسکات (انگلیسی: Peter Scott; ۱۴ سپتامبر ۱۹۰۹ – ۲۹ اوت ۱۹۸۹) پرنده‌شناس، تصویرگر، نقاش، مجری تلویزیون، و قایقران قایق بادبانی اهل بریتانیا بود.
وی همچنین برندهٔ جوایزی همچون مدال آلبرت و شوالیه (عنوان) شده‌است.